# Елай Рот
Елай Рафаель Рот (англ. Eli Raphael Roth; нар. 8 квітня 1972) — американський режисер, продюсер, сценарист та актор. Відомий за фільмами «Лихоманка» та «Хостел».

## Біографія
Народився у Ньютоні, штат Массачусетс, США. Батько — Шелдон Рот, психіатр та професор Гарвардського університету. Мати — Кора Рот, художниця. Рот — єврей. Його дідусь і бабуся — емігранти з Австрії. У 8 років, після перегляду фільму «Чужий» Рідлі Скотта, Елі зі своїми братами Адамом та Гейбом, почав знімати фільми. Перед вступом до Південної вищої школи у своєму рідному місті, він зняв понад 50 короткометражних фільмів. Потому він ходив на курси у Школу кінематографу при Нью-Йорському університеті. В 1992 році, Рот прийшов до продюсера Фредеріка Золо, який зарекомендував його актрисі Камріні Менхейм. Вони подружилися, і Камрін забрала Елая з собою у Лос-Анджелес на практику. Там, Елі познайомився з двоюрідним братом Камрін — Хові Нучовим. Тоді Елай Рот створив свій перший анімаційний проєкт «Chowdaheads».
8 листопада 2014 року одружився з акторкою Лоренці Іззо. 16 липня 2018 року Рот подав на розлучення з Іззо після майже чотирьох років шлюбу.

## Фільмографія

### Фільми
| Рік  | Українська назва              | Оригінальна назва                   | У ролі  | У ролі    | У ролі       | Примітка             |
| Рік  | Українська назва              | Оригінальна назва                   | Режисер | Сценарист | Продюсер     | Примітка             |
| ---- | ----------------------------- | ----------------------------------- | ------- | --------- | ------------ | -------------------- |
| 2002 | Лихоманка                     | Cabin Fever                         | Так     | Так       | Так          |                      |
| 2005 | Хостел                        | Hostel                              | Так     | Так       | Так          |                      |
| 2007 | Хостел 2                      | Hostel: Part II                     | Так     | Так       | Так          |                      |
| 2007 | Грайндхаус: День Подяки       | Grindhouse: Thanksgiving            | Так     | Так       | Ні           | фальшивий трейлер    |
| 2009 | Гордість нації                | Nation's Pride                      | Так     | Ні        | Ні           | фільм у фільмі       |
| 2012 | Афтершок                      | Aftershock                          | Ні      | Так       | Так          |                      |
| 2012 | Людина із залізними кулаками  | The Man with the Iron Fists         | Ні      | Так       | співпродюсер |                      |
| 2013 | Зелене пекло                  | The Green Inferno                   | Так     | Так       | Так          |                      |
| 2015 | Хто там                       | Knock, Knock                        | Так     | Так       | Так          |                      |
| 2016 | Лихоманка                     | Cabin Fever                         | Ні      | Так       | виконавчий   |                      |
| 2018 | Жага смерті                   | Death Wish                          | Так     | Ні        | Ні           |                      |
| 2018 | Будинок з годинником у стінах | The House with a Clock in Its Walls | Так     | Ні        | Ні           |                      |
| 2021 | Плавник                       | Fin                                 | Так     | Ні        | Так          | документальний фільм |
| 2023 | День Подяки                   | Thanksgiving                        | Так     | Так       | Так          |                      |
| 2024 | Бордерлендс                   | Borderlands                         | Так     | Так       | Ні           |                      |

Продюсер
- 2001 маніяк (2005)
- Останнє вигнання диявола[en] (2010)
- Останнє вигнання диявола: Друге пришестя (2013)
- Таїнство[en] (2013)
- Клоун[en] (2014)
- Незнайомець[en] (2014)
- Лігво[en] (2019)

### Телебачення
| Рік     | Назва                        | Зазначений як | Зазначений як | Зазначений як       | Прим.               |
| Рік     | Назва                        | Режисер       | Сценарист     | Виконавчий продюсер | Прим.               |
| ------- | ---------------------------- | ------------- | ------------- | ------------------- | ------------------- |
| 2013-15 | Гемлокова Штольня            | Так           | Ні            | 33 епізоди          | пілотний епізод     |
| 2015    | South of Hell                | Так           | Ні            | Так                 | пілотний епізод     |
| 2018-21 | Eli Roth's History of Horror | Ні            | Ні            | 17 епізодів         | оповідач та ведучий |
| 2021    | The Haunted Museum           | Ні            | Ні            | 9 епізодів          |                     |

### Актор
| Рік       |     | Українська назва              | Оригінальна назва                    | Роль                   |
| --------- | --- | ----------------------------- | ------------------------------------ | ---------------------- |
| 1996      | ф   | У дзеркала два обличчя        | The Mirror Has Two Faces             | студент                |
| 1999      | ф   | Безмежний терор               | Terror Firmer                        | шокований глядач       |
| 2000      | ф   | Токсичний месник 4            | Citizen Toxie: The Toxic Avenger IV  | переляканий громадянин |
| 2002      | ф   | Лихоманка                     | Cabin Fever                          | Джастін                |
| 2004      | ф   |                               | Tales from the Crapper               | гей-тусовщик           |
| 2005      | ф   | 2001 маніяк                   | 2001 Maniacs                         | Джастін                |
| 2005      | ф   | Хостел                        | Hostel                               | камео                  |
| 2007      | ф   | Хостел 2                      | Hostel: Part II                      | камео                  |
| 2007      | ф   | Доказ смерті                  | Death Proof                          | Дов                    |
| 2009      | ф   | Безславні виродки             | Inglourious Basterds                 | Донні Доновіц          |
| 2009      | ф   |                               | Don't Look Up                        | Бела Олт               |
| 2010      | ф   | Піраньї 3D                    | Piranha 3D                           | камео                  |
| 2012      | ф   | Рок на віки                   | Rock of Ages                         | Стефано                |
| 2012      | ф   | Афтершок                      | Aftershock                           | Грінго                 |
| 2012      | ф   | Людина із залізними кулаками  | The Man with the Iron Fists          | камео                  |
| 2014      | ф   | Клоун                         | Clown                                | нахмурений клоун       |
| 2018      | ф   | Будинок з годинником у стінах | The House with a Clock in Its Walls  | товариш Іван           |
| 2018—2021 | с   |                               | Eli Roth's History of Horror         | ведучий                |
| 2019      | ф   | Ґодзілла ІІ: Король монстрів  | Godzilla: King of the Monsters       | пілот винищувача       |
| 2019      | док |                               | QT8: The First Eight                 | у ролі самого себе     |
| 2021      | ф   |                               | Death Rider in the House of Vampires | Драк Кесседі           |
| 2022      | вг  | Poppy Playtime                | Poppy Playtime                       | Джиммі Рот (голос)     |
| 2023      | с   | Ідол                          | The Idol                             | Ендрю Фінкельштейн     |